# 营盘乡 (青川县)
营盘乡，是中华人民共和国四川省广元市青川县曾经下辖的一个乡。2019年12月，撤销营盘乡，将其所属行政区域划归沙州镇管辖。

## 行政区划
营盘乡撤销前下辖以下地区：
场镇社区、永红村、丁家碥村、都家坝村、高峰村、新韩村、江岸村、乐元村、白河村、柏杨村、东山村和新南村。